# سونگ سونگ مین
سونگ سونگ مین (کره‌ای: 성승민؛ زادهٔ ۱۳ مهٔ ۲۰۰۳) ورزشکار پنج‌گانه مدرن اهل کره جنوبی است.
وی در مسابقات کشوری و بین‌المللی در مجموع برندهٔ ۱ مدال طلا، ۱ مدال نقره، ۱ مدال برنز شده است.